# Chthiononetes
Chthiononetes tenuis és una espècie d'aranya araneomorfa de la subfamília Erigoninae, dins de la família Linyphiidae.
Fou descrit per primera vegada per Alfred Frank Millidge in 1993,
És l'únic membre del gènere monotípic Chthiononetes.

## Distribució
És un endemisme d'Austràlia Occidental, concretament es pot trobar al Cape Range National Park.